# Diocèse de Bathurst (Canada)
Pour les articles homonymes, voir Diocèse de Bathurst et Bathurst.
Le diocèse de Bathurst est un diocèse catholique situé dans la province ecclésiastique de Moncton au Nouveau-Brunswick au Canada. Il a été érigé canoniquement le 8 mai 1860 sous le nom de diocèse de Catham. Son nom officiel est diocèse de Bathurst au Canada (Dioecesis Bathurstensis in Canada en latin) pour le différencier du diocèse de Bathurst (en) en Australie. L'évêque diocésain siège en la cathédrale du Sacré-Cœur de Bathurst. Le diocèse est francophone, mais il dessert également une population anglophone. Il est divisé en cinq régions pastorales.

## Histoire

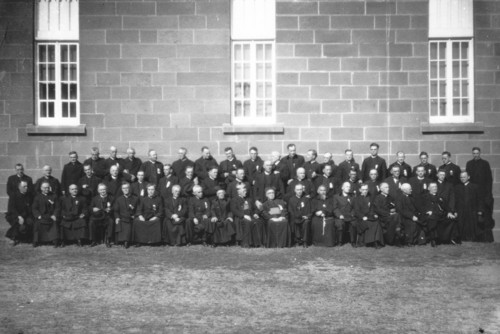
Clergé du diocèse de Chatham près de l'Église Saint-Pierre-aux-liens de Caraquet, Nouveau-Brunswick, Ca. 1930, avec l'évêque Patrice Alexandre Chiasson au centre.

Le diocèse s'appelait auparavant le diocèse de Chatham, mais il a changé de nom le 13 mars 1938. Son territoire diocésain a été pris de celui du diocèse de Saint-Jean. Il cède du territoire le 22 février 1936 pour ériger l'archidiocèse de Moncton, puis, il en cède à nouveau le 16 décembre 1944 pour ériger le diocèse d'Edmundston.
Lévi Noël est un prêtre pédophile de Bathurst, objet du documentaire Le Silence sorti en 2021 et réalisé par Renée Blanchar,.

## Régions pastorales
Le diocèse de Bathurst est divisé en cinq régions pastorales :
- Chaleur
- Restigouche
- Shippagan
- Tracadie-Sheila
- Caraquet

## Évêques
- James Rogers (1860 - 1902)
- Thomas Francis Barry (1902 - 1920)
- Patrice Alexandre Chiasson (1920 - 1942)
- Camille-André Le Blanc (1942 - 1969)

Emplacement du diocèse.

- Edgar Godin (1969 - 1985)
- Arsène Richard (de) (1985 - 1989)
- André Richard (1989  - 2002)
- Valéry Vienneau[3]
- Daniel Jodoin[4]

## Lieux de culte
- Allardville
  - Église Christ Roi d'Allardville
- Atholville
  - Église Notre-Dame-de-Lourdes d'Atholville
- Balmoral
  - Église Saint-Benoîte de Balmoral
- Bas-Caraquet
  - Église Saint-Paul de Bas-Caraquet
- Bathurst
  - Cathédrale du Sacré-Cœur de Bathurst
  - Église Notre-Dame-du-Rosaire de Bathurst
  - Église Holy Family
- Belledune
  - Église Saint Gabriel the Archangel
  - Église Saint John the Evangelist
- Benjamin River
  - Église Our Lady of the Visitation
- Beresford
  - Église Saint-Nom-de-Jésus
- Bertrand
  - Église Saint-Joachim de Bertrand
- Brantville
  - Église Saint-Louis de Brantville
- Campbellton
  - Église Marie-Reine de Campbellton
  - Église Notre-Dame-des-Neiges de Campbellton
  - Église Saint Thomas Aquinas
- Caraquet
  - Église Saint-Pierre-aux-Liens de Caraquet
  - Sanctuaire Sainte-Anne-du-Bocage
- Charlo
  - Église Saint-François-Xavier de Charlo
- Covedell
  - Église Saint-Georges de Covedell
- Dalhousie
  - Église du Martyre-de-Saint-Jean-Baptiste de Dalhousie
  - Église Saint John Bosco de Dalhousie
- Dundee
  - Église Saint-Jean-Marie-Vianney de Dundee
- Eel River Crossing
  - Église Sainte-Trinité d'Eel River Crossing
- Glen Levit
  - Église Saint Anthony de Glen Levit
- Grande-Anse
  - Église Saint-Simon-et-Saint-Jude de Grande-Anse
- Inkerman
  - Église Saint-Michel
- Lagacéville
  - Église Saint-Augustin de Lagacéville
- Lamèque
  - Église Notre-Dame-des-Flots de Lamèque
- Lavilette
  - Église Saint-Dominique-Savio de Lavilette
- Le Goulet
  - Église Marie-Médiatrice de Le Goulet
- Lorne
  - Église Sainte-Maria-Goretti de Lorne
- Maisonnette
  - Église Saint-Théophile de Maisonnette
- Miscou
  - Église Saint-Antoine-de-Padoue de Miscou
- Nash Creek
  - Église Saint-Joseph de Nash Creek
- Notre-Dame-des-Érables
  - Église Notre-Dame-Auxilliatrice de Notre-Dame-des-Érables
- Néguac
  - Église Saint-Bernard de Néguac
- Paquetville
  - Église Saint-Augustin de Paquetville
- Petit-Rocher
  - Église Saint-Polycarpe de Petit-Rocher
- Petite-Rivière-de-l'Île
  - Église Sainte-Cécile de Petite-Rivière-de-l'Île
- Pigeon Hill
  - Église Saint-Pie X de Pigeon Hill
- Pointe-Verte
  - Église Saint-Vincent-de-Paul de Pointe-Verte
- Pokemouche
  - Église Immaculée-Conception de Pokemouche
- Pont-Landry
  - Église Saints-Martys-Canadiens de Pont-Landry
- Rivière-du-Portage
  - Église Immaculée-Conception de Rivière-du-Portage
- Robertville
  - Église Sainte-Thérèse-d'Avila de Robertville
- Saint-Athur
  - Église Notre-Dame-de-Fatima de Saint-Arthur
- Saint-Irénée
  - Église Saint-Irénée de Saint-Irénée
- Saint-Isidore
  - Église Saint-Isidore de Saint-Isidore
- Saint-Léolin
  - Église Sainte-Marguerite-Bourgeoys de Saint-Léolin
- Saint-Sauveur
  - Église Sainte-Bernadette-Soubirous de Saint-Sauveur
- Saint-Simon
  - Église Saint-Simon de Saint-Simon
- Sainte-Marie–Saint-Raphaël
  - Église Saint-Raphaël de Sainte-Marie–Saint-Raphaël
- Sainte-Rose
  - Église Sainte-Rose-de-Lima de Sainte-Rose
- Sheila
  - Église Notre-Dame-de-la-Salette de Sheila
- Shippagan
  - Église Saint-Jérôme de Shippagan
- Tracadie
  - Église Saint-Joseph-et-Saint-Jean-Baptiste de Tracadie
  - Sanctuaire Saint-Joseph
- Val-d'Amours
  - Église Notre-Dame-du-Sacré-Cœur de Val-d'Amours

## Ordres religieux dans l'histoire du diocèse
- Capucins
- Eudistes
- Filles de Jésus
- Frères des écoles chrétiennes
- Hospitalières de Saint-Joseph
- Récollets
- Religieuses de Jésus-Marie
- Sœurs de la Charité de Halifax
- Sœurs de la Congrégation de Notre-Dame
- Société des missions étrangères

## Services
Les services diocésains incluent le tribunal matrimonial, la préparation au mariage, la pastorale jeunesse, l'éducation à la foi. Le diocèse publie une revue trimestrielle intitulée La Barque.